# Коломников, Валентин Петрович
Валентин Петрович Коломников (24 апреля 1930, Москва — 13 февраля 1992, Москва) — советский государственный и хозяйственный деятель, заместитель министра автомобильной промышленности СССР (1984—1986), депутат Моссовета.
С 1968 по 1992 год, на протяжении почти 25 лет занимал пост директора Московского автозавода имени Ленинского комсомола.

## Биография
Родился 24 апреля 1930 года в Москве. Вплоть до смерти проживал в одном доме с Юрием Никулиным, с которым имел дружеские отношения.
В 1953 году пришёл на завод МЗМА. В 1968 году стал генеральным директором АЗЛК и находился на этой должности до 1992 года. В общей сложности отдал работе на этом предприятии почти 40 лет.
С 1984 по 1986 год был заместителем министра автомобильной промышленности СССР.
13 февраля 1992 года Коломникову стало плохо в своём кабинете, и он скончался в больнице от аневризмы аорты в возрасте 61 года.
Похоронен в Москве на Ваганьковском кладбище. Надгробие работы скульптора Павла Бондаренко, на надгробии выбита эмблема автомобиля «Москвич».

## Семья
- Жена — Валентина Федосеевна Коломникова (урождённая Удалинкина, 1931—2015); поженились в 1950-х годах.
  - Сын Михаил;
  - Дочь Ирина.

## Память
- В 1996 году при заводе был изготовлен бюст В. П. Коломникова.
- Улица Коломникова в Москве в районе Печатники (названа в октябре 2015 года)[3].